# Fernand Cheri
Fernand Joseph Cheri OFM (ur. 28 stycznia 1952 w Nowym Orleanie, zm. 21 marca 2023) – amerykański duchowny rzymskokatolicki, biskup pomocniczy Nowego Orleanu w latach 2015–2023.

## Życiorys
Święcenia kapłańskie otrzymał 20 maja 1978 i został inkardynowany do archidiecezji nowoorleańskiej. Przez kilkanaście lat pracował jako duszpasterz parafialny głównie na terenie rodzinnego miasta. W 1992 wstąpił do zakonu franciszkanów. W latach 1993–1996 był wykładowcą i kapelanem jednej z wyższych szkół w Chicago. 28 sierpnia 1996 złożył profesję wieczystą, a w tym samym roku został skierowany do zakonnej parafii w Nashville, gdzie pracował do 2002. W kolejnych latach był m.in. kapelanem kilku wyższych szkół oraz dyrektorem prowincjalnych wydziałów.
12 stycznia 2015 papież Franciszek mianował go biskupem pomocniczym archidiecezji Nowy Orlean i biskupem tytularnym Membressa. Sakry udzielił mu 23 marca 2015 arcybiskup Gregory Aymond.